# Білубі-дал-Панадес
Білубі́-дал-Панаде́с (кат. Vilobí del Penedès) - муніципалітет, розташований в Автономній області Каталонія, в Іспанії. Знаходиться у районі (кумарці) Ал-Панадес провінції Барселона, згідно з новою адміністративною реформою перебуватиме у складі Баґарії (округи) Барселона.

## Населення
Населення міста (у 2007 р.) становить 1.071 особа (з них менше 14 років - 15,9%, від 15 до 64 - 66,4%, понад 65 років - 17,7%). У 2006 р. народжуваність склала 13 осіб, смертність - 16 осіб, зареєстровано 2 шлюби. У 2001 р. активне населення становило 438 осіб, з них безробітних - 29 осіб.

Серед осіб, які проживали на території міста у 2001 р., 832 народилися в Каталонії (з них 690 осіб у тому самому районі, або кумарці), 69 осіб приїхало з інших областей Іспанії, а 16 осіб приїхало з-за кордону. 

Університетську освіту має 9,3% усього населення. 

У 2001 р. нараховувалося 290 домогосподарств (з них 16,2% складалися з однієї особи, 25,2% з двох осіб,18,3% з 3 осіб, 21% з 4 осіб, 11% з 5 осіб, 4,5% з 6 осіб, 1,7% з 7 осіб, 2,1% з 8 осіб і 0% з 9 і більше осіб).

Активне населення міста у 2001 р. працювало у таких сферах діяльності : у сільському господарстві - 8,6%, у промисловості - 28,4%, на будівництві - 13% і у сфері обслуговування - 50,1%. 

 У муніципалітеті або у власному районі (кумарці) працює 325 осіб, поза районом - 298 осіб.

### Безробіття
У 2007 р. нараховувалося 23 безробітних (у 2006 р. - 19 безробітних), з них чоловіки становили 47,8%, а жінки - 52,2%.

## Економіка

### Підприємства міста

#### Промислові підприємства
| \| Промислові підприємства міста, за сферою діяльності \| Промислові підприємства міста, за сферою діяльності \| Промислові підприємства міста, за сферою діяльності \| \| Рік \| 2002 р. \| 2001 р. \| \| --------------------------------------------------- \| --------------------------------------------------- \| --------------------------------------------------- \| \| Енергетичні та водні ресурси \| 0% \| 8,3% \| \| Хімія та метали \| 13,6% \| 16,7% \| \| Переробка металів \| 13,6% \| 12,5% \| \| Продукти харчування \| 40,9% \| 33,3% \| \| Текстиль \| 4,5% \| 4,2% \| \| Виробництво меблів, видання \| 27,3% \| 25% \| \| Інше \| 0% \| 0% \| \| Усього підприємств \| 22 \| 24 \| |         |         |
| Промислові підприємства міста, за сферою діяльності |         |         |
| Рік | 2002 р. | 2001 р. |
| Енергетичні та водні ресурси | 0%      | 8,3%    |
| Хімія та метали | 13,6%   | 16,7%   |
| Переробка металів | 13,6%   | 12,5%   |
| Продукти харчування | 40,9%   | 33,3%   |
| Текстиль | 4,5%    | 4,2%    |
| Виробництво меблів, видання | 27,3%   | 25%     |
| Інше | 0%      | 0%      |
| Усього підприємств | 22      | 24      |

#### Роздрібна торгівля
| \| Підприємства роздрібної торгівлі міста, за сферою діяльності \| Підприємства роздрібної торгівлі міста, за сферою діяльності \| Підприємства роздрібної торгівлі міста, за сферою діяльності \| \| Рік \| 2002 р. \| 2001 р. \| \| ------------------------------------------------------------ \| ------------------------------------------------------------ \| ------------------------------------------------------------ \| \| Продукти харчування \| 14,3% \| 14,3% \| \| Одяг та взуття \| 0% \| 0% \| \| Товари для дому \| 14,3% \| 14,3% \| \| Книги та періодичні видання \| 0% \| 0% \| \| Промислова хімічна продукція \| 14,3% \| 14,3% \| \| Продукція, пов'язана з транспортними засобами \| 0% \| 0% \| \| Інше \| 57,1% \| 57,1% \| \| Усього підприємств \| 7 \| 7 \| |         |         |
| Підприємства роздрібної торгівлі міста, за сферою діяльності |         |         |
| Рік | 2002 р. | 2001 р. |
| Продукти харчування | 14,3%   | 14,3%   |
| Одяг та взуття | 0%      | 0%      |
| Товари для дому | 14,3%   | 14,3%   |
| Книги та періодичні видання | 0%      | 0%      |
| Промислова хімічна продукція | 14,3%   | 14,3%   |
| Продукція, пов'язана з транспортними засобами | 0%      | 0%      |
| Інше | 57,1%   | 57,1%   |
| Усього підприємств | 7       | 7       |

#### Сфера послуг
| \| Підприємства міста, що працюють у сфері послуг, за діяльністю \| Підприємства міста, що працюють у сфері послуг, за діяльністю \| Підприємства міста, що працюють у сфері послуг, за діяльністю \| \| Рік \| 2002 р. \| 2001 р. \| \| ------------------------------------------------------------- \| ------------------------------------------------------------- \| ------------------------------------------------------------- \| \| Гуртова торгівля \| 14,3% \| 16,7% \| \| Готелі та готельний бізнес \| 10,7% \| 12,5% \| \| Транспорт та зв'язок \| 28,6% \| 29,2% \| \| Посередницькі фінансові послуги \| 3,6% \| 4,2% \| \| Послуги підприємствам \| 0% \| 0% \| \| Послуги фізичним особам \| 21,4% \| 20,8% \| \| Нерухомість та ін. \| 21,4% \| 16,7% \| \| Усього підприємств \| 28 \| 24 \| |         |         |
| Підприємства міста, що працюють у сфері послуг, за діяльністю |         |         |
| Рік | 2002 р. | 2001 р. |
| Гуртова торгівля | 14,3%   | 16,7%   |
| Готелі та готельний бізнес | 10,7%   | 12,5%   |
| Транспорт та зв'язок | 28,6%   | 29,2%   |
| Посередницькі фінансові послуги | 3,6%    | 4,2%    |
| Послуги підприємствам | 0%      | 0%      |
| Послуги фізичним особам | 21,4%   | 20,8%   |
| Нерухомість та ін. | 21,4%   | 16,7%   |
| Усього підприємств | 28      | 24      |

## Житловий фонд
У 2001 р. 3,4% усіх родин (домогосподарств) мали житло метражем до 59 м², 6,6% - від 60 до 89 м², 22,4% - від 90 до 119 м² і
67,6% - понад 120 м².

З усіх будівель у 2001 р. 17,1% було одноповерховими, 82,9% - двоповерховими, 0
% - триповерховими, 0% - чотириповерховими, 0% - п'ятиповерховими, 0% - шестиповерховими,
0% - семиповерховими, 0% - з вісьмома та більше поверхами.

## Автопарк
| \| Автомобілі, зареєстровані у місті, за призначенням \| Автомобілі, зареєстровані у місті, за призначенням \| Автомобілі, зареєстровані у місті, за призначенням \| \| Рік \| 2006 р. \| 2005 р. \| \| -------------------------------------------------- \| -------------------------------------------------- \| -------------------------------------------------- \| \| Приватні автомобілі \| 61,1% \| 60,5% \| \| Мотоцикли \| 11% \| 11,1% \| \| Вантажівки \| 22,5% \| 23,3% \| \| Трактори \| 0,9% \| 0,8% \| \| Автобуси та ін. \| 4,5% \| 4,2% \| \| Усього автомобілів \| 994 шт. \| 968 шт. \| |         |         |
| Автомобілі, зареєстровані у місті, за призначенням |         |         |
| Рік | 2006 р. | 2005 р. |
| Приватні автомобілі | 61,1%   | 60,5%   |
| Мотоцикли | 11%     | 11,1%   |
| Вантажівки | 22,5%   | 23,3%   |
| Трактори | 0,9%    | 0,8%    |
| Автобуси та ін. | 4,5%    | 4,2%    |
| Усього автомобілів | 994 шт. | 968 шт. |

## Вживання каталанської мови
У 2001 р. каталанську мову у місті розуміли 99,4% усього населення (у 1996 р. - 99,8%), вміли говорити нею 94,5% (у 1996 р. - 
94%), вміли читати 92,5% (у 1996 р. - 92,4%), вміли писати 70,1
% (у 1996 р. - 70,8%). Не розуміли каталанської мови 0,6%.

## Політичні уподобання
У виборах до Парламенту Каталонії у 2006 р. взяло участь 563 особи (у 2003 р. - 606 осіб). Голоси за політичні сили розподілилися таким чином:
| \| Вибори до Парламенту Каталонії \| Вибори до Парламенту Каталонії \| Вибори до Парламенту Каталонії \| \| Рік \| 2006 р. \| 2003 р. \| \| -------------------------------------- \| ------------------------------ \| ------------------------------ \| \| Конвергенція та Єднання (CiU) \| 39,8% \| 39,6% \| \| Соціалістична партія Каталонії (PSC) \| 27,2% \| 30,2% \| \| Народна партія (PP) \| 4,1% \| 1,8% \| \| Ініціатива за зелену Каталонію (IC) \| 8,5% \| 3,5% \| \| Республіканська лівиця Каталонії (ERC) \| 17,9% \| 24,1% \| \| Громадянська партія (C's) \| 0,7% \| 0% \| \| Інші \| 1,8% \| 0,8% \| |         |         |
| Вибори до Парламенту Каталонії |         |         |
| Рік | 2006 р. | 2003 р. |
| Конвергенція та Єднання (CiU) | 39,8%   | 39,6%   |
| Соціалістична партія Каталонії (PSC) | 27,2%   | 30,2%   |
| Народна партія (PP) | 4,1%    | 1,8%    |
| Ініціатива за зелену Каталонію (IC) | 8,5%    | 3,5%    |
| Республіканська лівиця Каталонії (ERC) | 17,9%   | 24,1%   |
| Громадянська партія (C's) | 0,7%    | 0%      |
| Інші | 1,8%    | 0,8%    |

У муніципальних виборах у 2007 р. взяло участь 656 осіб (у 2003 р. - 653 особи). Голоси за політичні сили розподілилися таким чином:
| \| Муніципальні вибори \| Муніципальні вибори \| Муніципальні вибори \| \| Рік \| 2007 р. \| 2003 р. \| \| -------------------------------------- \| ------------------- \| ------------------- \| \| Конвергенція та Єднання (CiU) \| 29,9% \| 23,1% \| \| Соціалістична партія Каталонії (PSC) \| 60,8% \| 61,1% \| \| Народна партія (PP) \| 1,4% \| 0% \| \| Ініціатива за зелену Каталонію (IC) \| 0% \| 0% \| \| Республіканська лівиця Каталонії (ERC) \| 0% \| 10,9% \| \| Громадянська партія (C's) \| 0% \| 0% \| \| Інші \| 7,9% \| 4,9% \| |         |         |
| Муніципальні вибори |         |         |
| Рік | 2007 р. | 2003 р. |
| Конвергенція та Єднання (CiU) | 29,9%   | 23,1%   |
| Соціалістична партія Каталонії (PSC) | 60,8%   | 61,1%   |
| Народна партія (PP) | 1,4%    | 0%      |
| Ініціатива за зелену Каталонію (IC) | 0%      | 0%      |
| Республіканська лівиця Каталонії (ERC) | 0%      | 10,9%   |
| Громадянська партія (C's) | 0%      | 0%      |
| Інші | 7,9%    | 4,9%    |